# Bezittend voorwerp
Bezittend voorwerp is in de grammatica de benaming voor een zinsdeel dat aanduidt waarop of op wie de door het werkwoord uitgedrukte handeling, werking of toestand is gericht. Er is in dit geval sprake van een bezitsrelatie tussen het bezittend voorwerp en een zinsdeel elders in de zin, dat meestal de functie heeft van lijdend voorwerp, voorzetselvoorwerp of bijwoordelijke bepaling.
Het bezittend voorwerp is bijna altijd een levend wezen (mens of eventueel dier). 
In de volgende voorbeeldzinnen is het bezittend voorwerp steeds cursief weergegeven:
- Dat stuitte mij tegen de borst.
- De lama spuwde hem in het gezicht.
- De terroristen hebben de gijzelaar de keel doorgesneden.

Het bezittend voorwerp komt ook in andere talen dan het Nederlands voor. Bijvoorbeeld in het Duits: 
- Ich hab' ihm das Herz gebrochen.

## Verwante begrippen
Het bezittend voorwerp dient niet alleen te worden onderscheiden van het lijdend voorwerp, maar nog meer van het meewerkend voorwerp, het belanghebbend voorwerp en het ondervindend voorwerp. De laatste drie zijn andere varianten van het indirect object. De dativus possessivus komt alleen voor in combinatie met het werkwoord zijn.
De functie van het bezittend voorwerp lijkt ook enigszins op die van de genitief, maar ook hiervan moet het worden onderscheiden.
onderwerp · gezegde · persoonsvorm · zinskern · lijdend voorwerp · meewerkend voorwerp · belanghebbend voorwerp · voorzetselvoorwerp · handelend voorwerp · ondervindend voorwerp · oorzakelijk voorwerp · bepaling van gesteldheid · bijwoordelijke bepaling · bijvoeglijke bepaling